# Мария Аделаида Кембриджская
Мари́я Аделаи́да Вильгельми́на Елизаве́та Ке́мбриджская (англ. Mary Adelaide Wilhelmina Elizabeth of Cambridge; 27 ноября 1833, Ганновер — 27 октября 1897, Белая Лоджа, Ричмонд-парк, Лондон) — член британской королевской семьи, внучка Георга III. Дочь Адольфа Фредерика, герцога Кембриджского и Августы Гессен-Кассельской; супруга Франца, герцога Текского и мать Марии Текской, королевы Великобритании и императрицы Индии, супруги Георга V.

## Биография

### Ранняя жизнь
Мария Аделаида Вильгельмина Елизавета родилась 27 ноября 1833 года в Ганновере. Отец — принц Адольф Фредерик, герцог Кембриджский, мать — немецкая принцесса Августа Гессен-Кассельская. Дедом и бабкой по линии отца были король Великобритании, Ирландии и Ганновера Георг III и Шарлотта Мекленбург-Стрелицкая, по матери — ландграф Фридрих II Гессен-Кассельский и Каролина Нассау-Узингенская. Как внучка британского монарха, с рождения имела титул Её Королевское Высочество принцесса Кембриджская. Она была третьим ребёнком в семье, где уже родились сын, принц Георг, и дочь, принцесса Августа Каролина, позже великая герцогиня Мекленбург-Стрелицкая.
Молодая принцесса была крещена 9 января 1834 года в Кембридж-хаусе в Ганновере под руководством капеллана герцога Кембриджского Джона Райна Вуда. Восприемниками принцессы стали её тётя по отцовской линии Елизавета Великобританская, ландграфиня Гессен-Гомбургская — единственная из крёстных родителей, которая лично посетила церемонию, а также король Великобритании Вильгельм IV, дядя Марии Аделаиды, его супруга Аделаида Саксен-Мейнингенская, принцесса Мария, герцогиня Глостерская и Эдинбургская, ещё одна сестра отца, Мария Гессен-Кассельская, сестра матери, и принцесса Мария Луиза Шарлотта Гессен-Кассельская. Девочке дали четыре имени в честь герцогини Глостерской, короля и королевы Великобритании и ланграфини Гессен-Гомбургской.
Свои первые годы юная принцесса провела в Ганновере, где её отец занимал должность вице-короля от имени королей Георга IV, затем Вильгельма IV. В 1837 году старый король Вильгельм скончался и на престол взошла двоюродная сестра Марии Аделаиды принцесса Виктория Кентская. Однако Виктория не смогла занять престол Ганновера, где продолжал действовать салический закон, не дававший права женщинами занимать трон. Новым королём Ганновера стал Эрнст Август, герцог Камберлендский. Таким образом, личная уния между Великобританией и Ганновером перестала существовать. Семейство герцога Кембриджского переехало в Великобританию. Мария Аделаида, её родители, брат и сестра проживали в Кенсингтонском дворце и дворце Кью. Там Марию Аделаиду и её сестру обучали чисто женским обязанностям, дворцовому этикету и истории королевской семьи. Принцессу описывали живой и властной девушкой.

### Вступление в брак

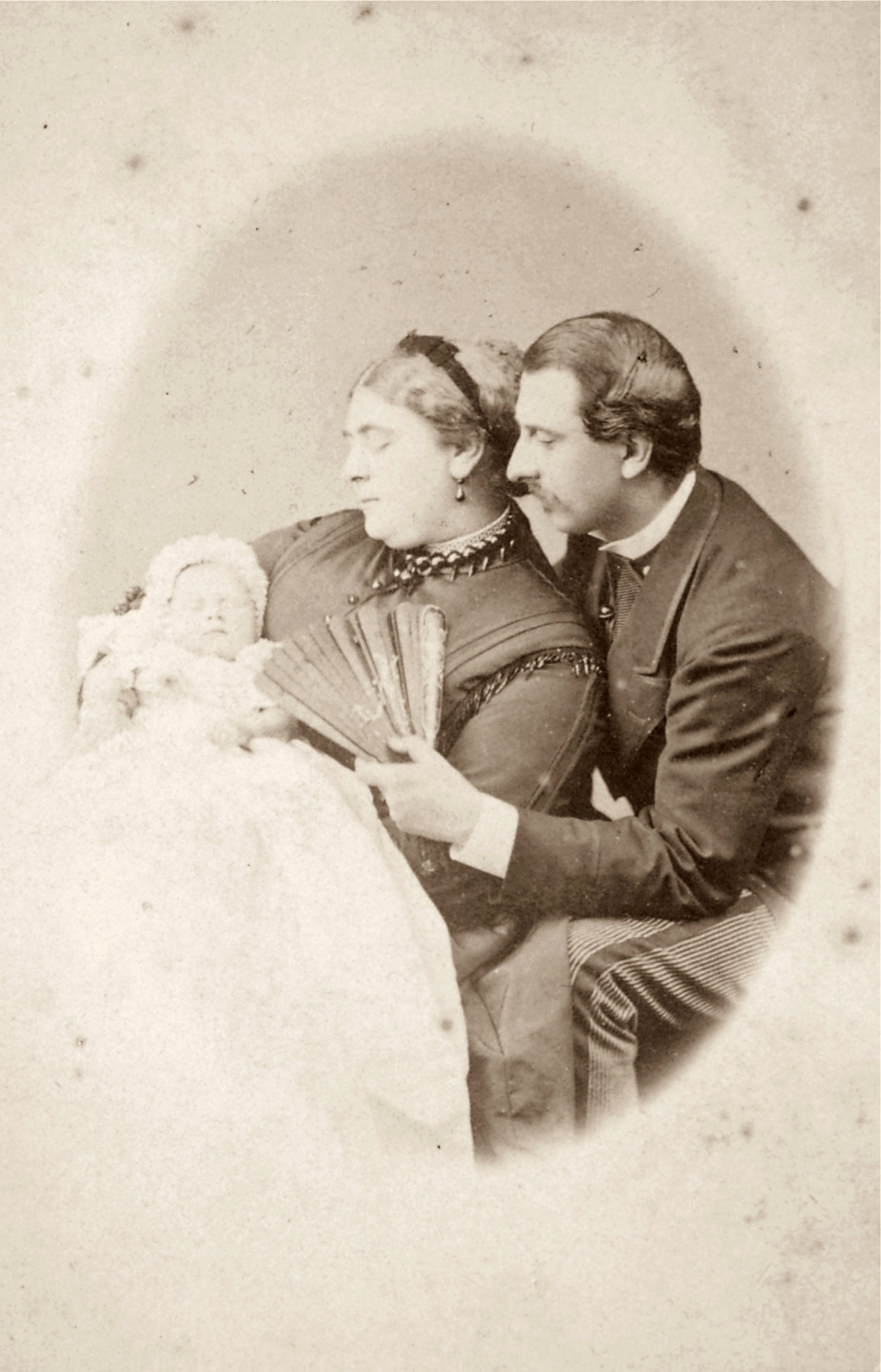
Герцог и герцогиня Текские со своим первенцем — дочерью Викторией Марией

В 1843 году старшая сестра Марии Аделаиды сочеталась браком с наследным принцем Мекленбург-Стрелицким, своим двоюродным братом. В 1853 году младшей дочери исполнилось двадцать лет и мать стала переживать, что она не выйдет замуж. Причиной тому было сильная полнота принцессы, из-за чего её считали непривлекательной невестой. Марию Аделаиду описывали весёлой и добродушной принцессой и одной из самых популярных членов королевской семьи. В 1852 году она совершила поездку в Бельгию в сопровождении матери. Король Леопольд I, дядя королевы Виктории писал в Лондон своей племяннице после встречи с принцессой: «Бедная Мария! Она была таким красивым ребёнком, но сейчас похожа на шар… Леопольд [старший сын короля] был её соседом за столом и долго смотрел в её сторону; выглядел он весьма встревоженно». Претендентом на руку принцессы был шведский кронпринц Оскар, приехавший специально для этого в Англию, но помолвка не состоялась. В 1856 году Мария Аделаида отклонила предложение выйти замуж за сардинского короля Виктора Эммануила II, который был вдовцом: его супруга, Аделаида Австрийская, скончалась от простуды за год до этого.
Будущим мужем Марии Аделаиды стал немецкий принц Франц Текский, сын герцога Александра Вюртембергского, и его морганатической супруги, венгерской графини Клаудины Редеи фон Киш-Редеи. По отцу он принадлежал к Вюртембергскому королевскому дому, но не имел права на наследование престола. С 1863 года принц Франциск носил титул Его Светлости в королевстве Вюртемберг. Супругов познакомил принц Уэльский Эдуард. Королева Виктория дала согласие на не совсем равный союз из-за отсутствия других претендентов. Свадьба состоялась 12 июня 1866 года в церкви Святой Анны в Кью. Пара поселилась в Кенсингтонском дворце, но в 1870 году они переехали в особняк Белая Лоджа в Ричмонд-парке. Между 1867 и 1874 годами Мария Аделаида родила четырёх детей. Все получали образование дома от специально приглашённых учителей. В 1871 году Франциску был пожалован титул герцога Текского от короля Вюртемберга Карла I. Мария Аделаида стала Её Королевским Высочеством герцогиней Текской.

### Последующая жизнь

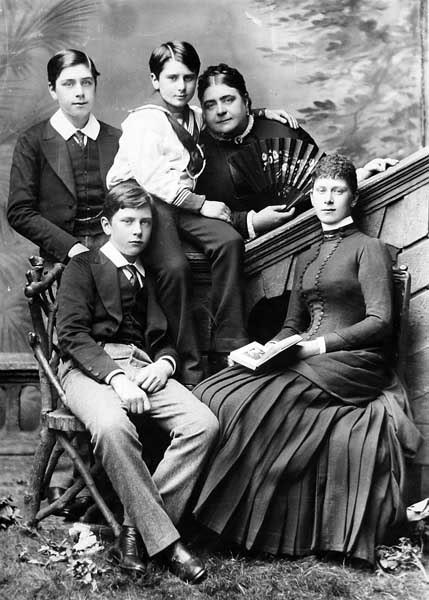
Мария Аделаида вместе со своими детьми

Главным кормильцем семьи была именно герцогиня, которая получила как член королевской семьи 5000 фунтов стерлингов в год благодаря королеве Виктории. Сумму в 4000 фунтов Марии Аделаиде давала её мать, вдовствующая герцогиня Кембриджская Августа. Однако денег всегда не хватало; семья жила на широкую ногу: покупали дорогую одежду и продукты питания, отдыхали за границей, устраивали званые приёмы для аристократии. Семья влезла в долги и в 1883 году была вынуждена уехать за границу. Остановились во Флоренции, жили у родственников в Германии и Австрии. Путешествовали супруги под именем графа и графини фон Хоэнштайн. В 1885 году они вернулись назад в Великобританию. Мария Аделаида просила королеву Викторию дать герцогу Текскому титул Королевского Высочества, но та отказала. В 1887 году в честь Золотого юбилея своего правления Виктория дала ему титул Его Высочества.
Последующие годы герцогиня Текская участвовала в благотворительной деятельности. Она открывала детские сады, школы, больницы, закладывала первые камни в строительство новых учреждений. Часто мать сопровождала единственная дочь Виктория Мария. Под покровительством Марии Аделаиды находилось несколько десятков учреждений, таких как Национальное общество по предотвращению жестокого обращения с детьми, Ассоциация скорой помощи, Ассоциация молодых женщин англиканской веры, Лондонская гильдия Рукоделия, которая под покровительством герцогини изготавливала много одежды, предназначенной для бедных слоёв населения. Среди простого народа принцесса была известна как «Полная Мария» (англ. Fat Mary).
Начиная с 1885 года Мария Аделаида вела разговоры с принцем и принцессой Уэльскими о возможном браке их старшего сына Альберта Виктора и принцессы Виктории Марии Текской. После шести лет раздумий и одобрения королевой была объявлена их помолвка в декабре 1891 года. Во многом этот выбор определяло британское происхождение принцессы по матери. Виктория Мария обручилась с герцогом Кларенсом, но тот неожиданно скончался через шесть недель после помолвки. Королеве Виктории понравилась принцесса Текская, и та предложила герцогу Йоркскому, брату Альберта Виктора, жениться на ней. Их свадьба состоялась 6 июля 1893 года.
Мария Аделаида никогда не видела дочь королевой. Она умерла ещё в правление королевы Виктории, 27 октября 1897 года в Белой Лодже после срочной операции по удалению грыжи. Герцогиня Текская похоронена в часовне Святого Георга, в Виндзорском замке. Через три года с ней рядом был похоронен и её супруг. В 1910 году их дочь стала королевой Великобритании и Ирландии, императрицей Индии. Королева Елизавета II приходится правнучкой Марии Аделаиде Кембриджской.
В январе 2003 года вышел британский фильм Потерянный принц, повествующий о жизни принца Джона, младшего сына короля Георга V и Марии Текской. Роль Марии Аделаиды Кембриджской, бабушки принца, сыграла британская актриса Роз Маккатчеон.

### Дети
От брака Марии Аделаиды с Францем Текским родилось четверо детей:
- принцесса Викто́рия Мари́я Авгу́ста Луи́за О́льга Паули́на Клоди́на Агне́сса (26.05.1867 — 24.03.1953) — супруга Георга V, короля Великобритании и Ирландии, императора Индии, имели шестерых детей, среди которых короли Эдуард VIII и Георг VI;
- принц Адо́льфус Ча́рльз Алекса́ндр А́льберт Э́двард Гео́рг Фили́пп Луи́ Ладисла́ус (13.08.1868 — 23.10.1927) — герцог Текский. В 1917 году он отказался от немецких титулов, принял фамилию Кембридж, от короля Георга V ему были пожалованы титулы маркиза Кембриджского, графа Элтема и виконта Нортхаллертонского. Был женат на леди Маргарет Гровенор, дочери 1-го герцога Вестминстерского. Имели четырёх детей;
- принц Франци́ск Ио́сиф Леопо́льд Фредери́к (09.01.1870 — 22.10.1910) — принц Текский, женат не был, потомков не оставил;
- принц Алекса́ндр Авгу́ст Фредери́к Вильге́льм А́льфред Гео́рг (14.04.1874 — 16.01.1957) — британский военачальник, генерал-майор, генерал-губернатор Южно-Африканского Союза в 1924—1931 годах, генерал-губернатор Канады в 1940—1946 годах, в 1917 году отказался от немецких титулов и принял фамилию Кембридж, от короля Георга V ему был пожалован титул графа Атлон. Был женат на принцессе Алисе Марии Виктории Августе Полине, дочери принца Леопольда, герцога Олбани, и принцессы Елены Вальдек-Пирмонтской, внучке королевы Виктории. Имели двух сыновей и дочь.

|                                                                            |  |  |  |
| Дети герцогов Текских, слева направо: Мария, Адольфус, Франциск, Александр |  |  |  |